# Гордіївка (Вінницький район)
Горді́ївка — село в Україні, у Липовецькій міській громаді Вінницького району Вінницької області. Населення становить 158 осіб.

## Історія
У роки Голодомору заготівельна кампанія не набула великого розмаху, тому в людей залишались деякі запаси харчів. Траплялися випадки вбивства людей, які добиралися до людських погребів. З колгоспих кагатів крали моркву, картоплю, буряки. Голова колгоспу Максим Кошовий наймав людей за харчі, а за взяті колоски віддавав до суду. Серед померлих — поліглот Ніна Третьякова, ймовірно нащадок колишнього власника села генерала Третьякова.
12 червня 2020 року, розпорядженням Кабінету Міністрів України № 707-р «Про визначення адміністративних центрів та затвердження територій територіальних громад Вінницької області», село увійшло у Липовецьку міську громаду.
19 липня 2020 року, в результаті адміністративно-територіальної реформи та ліквідації Липовецького району, село увійшло до складу Вінницького району.

## Відомі уродженці
- Сергій Трохимович Васюта (1922—1943) — Герой Радянського Союзу